# Komerční letectví

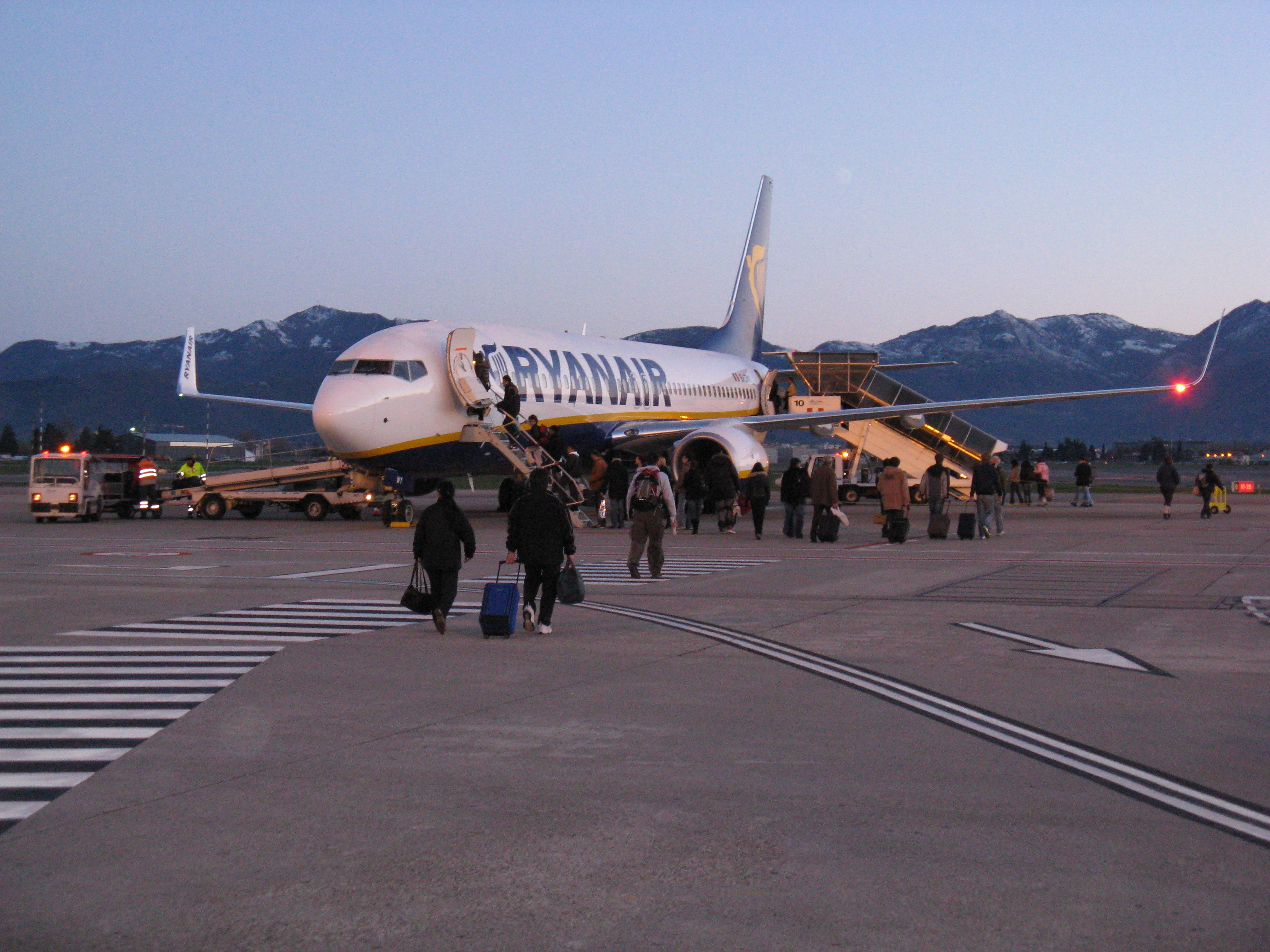
Komerční přeprava lidí leteckou společností Ryanair na letišti Orio Al Serio v Itálii

Komerční letectví je část civilního letectví, při kterém se letadlem a leteckou společností přepravuje náklad či cestující. Jedná se o formu veřejné dopravy. Komerční letectví je většina létání, které se ve světě odehrává. Komerční letectví nefunguje například ve všeobecném letectví či ve vojenském letectví.
Již od počátku letectví se lidé věnovali přepravě cestujících či nákladu. Po druhé světové válce lidé začali využívat bývalá vojenská letadla na přepravu cestujících a nákladu, nastal rozmach, který trvá až do současnosti.

## Potřeby cestujícího
- Letenka
- Cestovní pas a vízum
- Palubní batoh nebo kufr